# زروج‌محله
زروج محله، محله ای است از توابع شهر شیرود در شهرستان تنکابن در استان مازندران ایران.
در این محل امامزاده واجب الاحترام سید جلال الدین از نوادگاه امام موسی کاظم() واقع است.

## جمعیت
این روستا در دهستان گلیجان قرار دارد و براساس سرشماری مرکز آمار ایران در سال ۱۳۸۵، جمعیت آن ۱۹۳ نفر (۵۵خانوار) بوده است.